# Bedragersken
Bedragersken er en amerikansk stumfilm fra 1920 af Henry Otto.

## Medvirkende
- May Allison som Lilly Meany
- King Baggot som Lord Asgarby
- Frank Currier som Peg Meany
- Harry von Meter som Bill Tozer
- May Giraci som Eve Asgarby
- Percy Challenger som Prall
- Lucille Ward
- P. Dempsey Tabler
- Alberta Lee